# Sophie Ley
Sophie Ley (Bodman, 20 de maio de 1849 — Karlsruhe, 16 de agosto de 1918) foi uma pintora alemã.

## Biografia

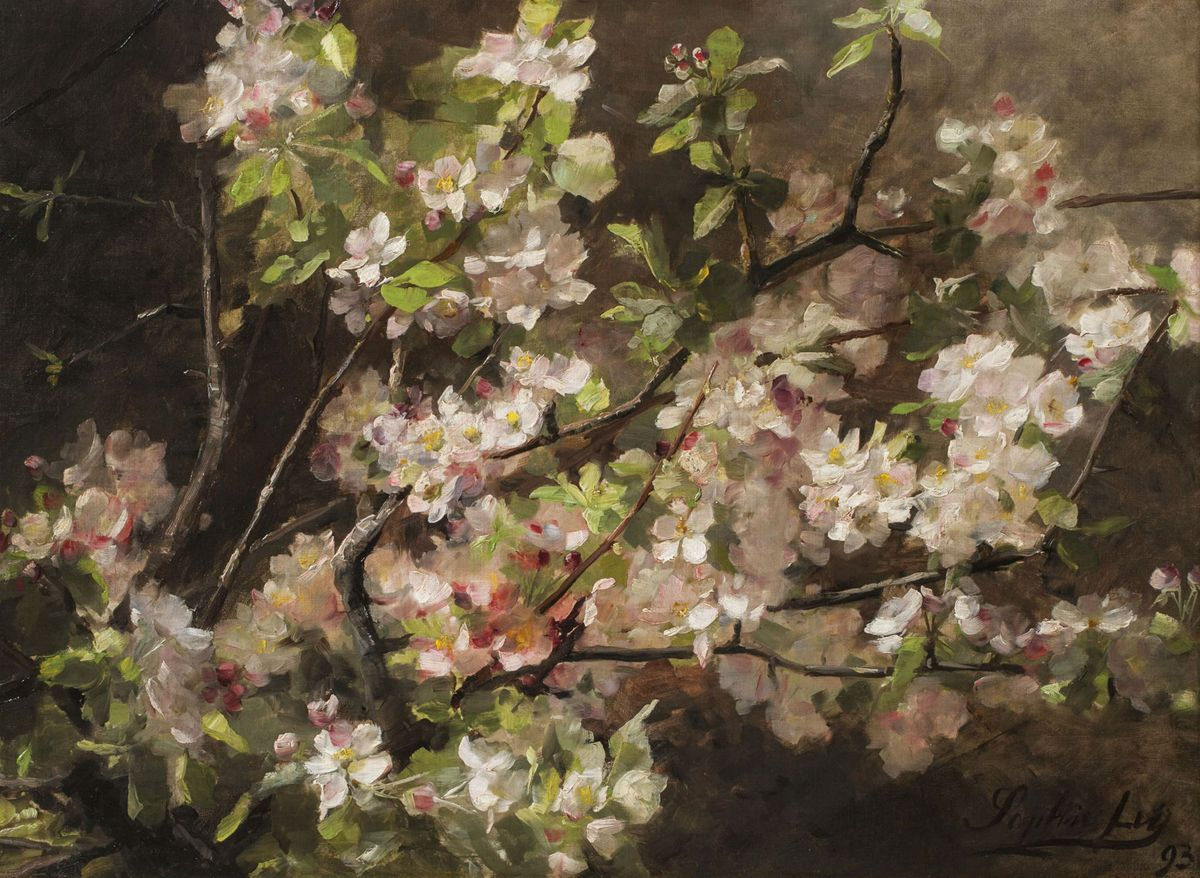
Flores de macieira por Sophie Ley, 1893

Ley nasceu em 1849 em Bodmann am Bodensee, na Alemanha.
Estudou pintura com Hans Gude e na Academia Artium Stuttgardens. Ela também estudou com Eugen Bracht na Academia de Belas Artes de Karlsruhe. Ley exibiu⁣ o seu trabalho no Woman's Building na Exposição Colombiana Mundial de 1893 em Chicago, Illinois. Ela era um membro da Associação de Artistas de Estugarda.
Ley faleceu em 1918, em Karlsruhe.